# Guarinus van Gallardon
Guarinus of Garinus van Gallardon ( - 1180) was abt van de abdij van Pontigny (1165-1174) en aartsbisschop van Bourges (1174-1180) in het Anglo-Angevijnse Rijk.

## Levensloop

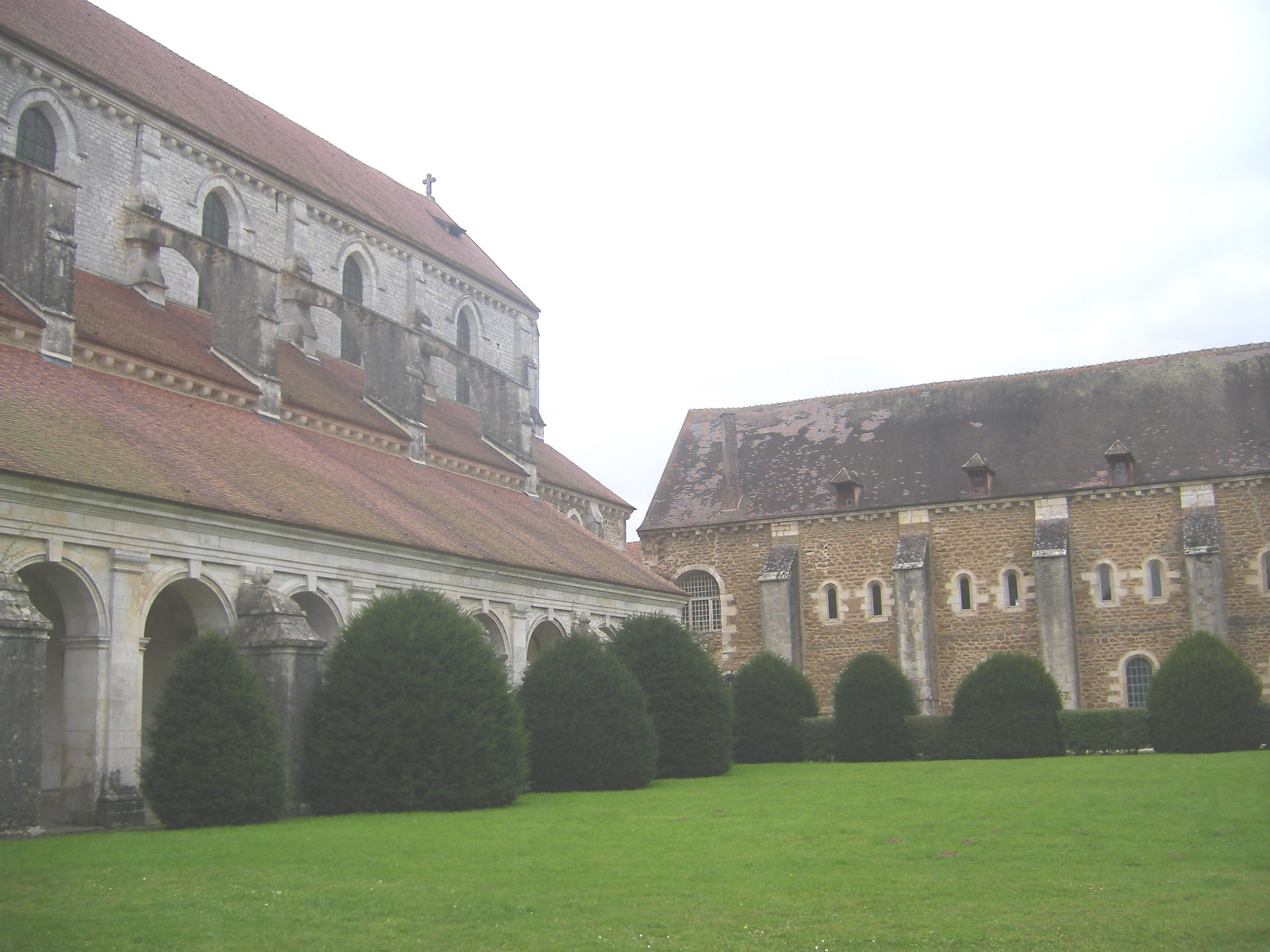
Abdij van Pontigny

Guarinus begon zijn kerkelijke carrière als cisterciënzer monnik. Hij werd abt van de abdij van Pontigny in 1165. In de abdij verbleef Thomas Becket, de gevluchte aartsbisschop van Canterbury, en dit sinds 1164. Onder politieke druk van koning Hendrik II van Engeland moest Guarinus het vertrek uit de abdij regelen: Thomas Becket verliet Pontigny in 1166. Na de moord op Thomas Becket (1170) was Guarinus een van de pauselijke gezanten om met Hendrik II te onderhandelen.
In 1174 verkoos het kapittel van de kathedraal van Bourges Guarinus tot aartsbisschop. Hiermee verbonden werd hij primaat van Aquitanië, een van de deelrijken van het Anglo-Angevijnse Rijk. Hij bleef aartsbisschop tot zijn dood in 1180. Na zijn dood werd hij begraven in de abdij van Pontigny.